# La Cumbia
La Cumbia es un grupo de cumbia argentino originario de Berazategui, Buenos Aires. Esta agrupación tiene gran éxito en ese país y otras naciones de Sudamérica. Radicados en Posadas Misiones en los 90 surgieron en las bailantas como el galpón, metrópolis y otras bailantas de misiones y alrededores 

## Historia
La banda se formó en 1997 como un proyecto paralelo de Luis Luisito Rojas, quien tocaba desde los 13 años en bandas como Eterno Amanecer y luego en Siete Lunas. Las influencias musicales de Rojas eran relacionadas al Chamamé, que escuchaba en Corzuela, su ciudad natal. En la cumbia su estilo tomaba elementos de Los Palmeras, Ricky Maravilla, Adrián y Los Dados Negros, Granizo Rojo, Malagata, Los Dinos, entre otros. En un principio el nombre de la banda iba a ser La Octava Luna en homenaje a su grupo de origen, pero fue cambiado por La Cumbia. 
Los primeros integrantes de la agrupación fueron reclutados en varios grupos del norte de Argentina, entre los que destacan: Martín Saltamontes Grammatico, Hugo Chaqueño Orellana, Gustavo Willy Chuquei, Sergio El Brujo Sotelo, Marcelo Aballay y Juan Cacho Quiñonez. La banda se establece originalmente en Berazategui.
Tras grabar una serie de demos, llegan hasta el sello Leader Music a presentar una propuesta al productor Rubén López Riant, quien les pide cuatro pistas para evaluar. Tras la aprobación de López Riant, este les solicita rápidamente añadir nuevas pistas para elaborar el primer disco de la banda: Sa, Za, Sabor!. La banda debió trabajar arduamente en la promoción, ya que la disquera lanzaría -casi al mismo tiempo- los álbumes de bandas exitosas como Media Naranja y Onda Sabanera. No obstante, la recepción del disco fue un éxito principalmente en Argentina, Perú y Chile.
En 1999 lanzan su segundo trabajo, Re-Chapita, también con gran recepción del público, consolidando su presencia en toda Sudamérica. El éxito absoluto de los discos los lleva a realizar casi 23 actuaciones por fin de semana, copando su agenda durante gran parte de 1999 y 2000. 
Tras la grabación de Sabor, Cumbia y Nada Más en 2000 la banda comienza a tener diferencias entre los integrantes y algunas desavenencias entre los productores y representantes del grupo. Eso desencadena la separación de la banda a principios de 2001. Tras el receso de La Cumbia, Luis Rojas comienza a trabajar en una nueva banda llamada La Buena, que editó dos discos: Cumbia de la Buena (2001) y A Toda Pila (2002).
En 2004 se vuelve a reunir la banda, pese a cambios en la formación y un receso musical de dos años, se siguen presentando habitualmente en Argentina y Chile. En este último país establecen su residencia temporal, dado los amplios calendarios de presentaciones.  
A mediados de 2013, la banda lanza el sencillo Me enamoras tú, el que rápidamente comienza a tener buena aceptación en los medios. Finalmente en 2015 se hace parte del nuevo disco del grupo. La canción que da nombre al álbum ha sido grabada por reconocidos artistas latinos como Leo Rey, Deyvis Orosco, 8 Corazones, Grupo Fushion, entre otros.
Fueron invitados a la edición 2018 del Festival del Huaso de Olmué, marcando gran repercusión mediática en Chile, logrando más de 2 millones de reproducciones en YouTube.

## Discografía
- Sa, Za... Sabor! 1998 Leader Music.
- Re-Chapita 1999 Leader Music.
- Sabor, Cumbia y Nada Más 2000 Leader Music.
- Estamos todos 2004 DF Record.
- ¿Querías Cumbia? Toma!!! 2006 Leader Music.
- Con estilo propio 2009 Garra Records.
- No es lo mismo, ni es igual, es "La Cumbia" 2009 Naranja Records.
- Me enamoras tú 2015 Leader Music.

## Integrantes actuales
- Luis Antonio Rojas (Voz principal)
- Martín Saltamontes Grammatico (Teclado principal)
- Nicolás Tejeda (Teclado rítmico)
- Carlos Charly Morales (Guitarra)
- Marcelo Aballay (Batería digital)
- Ezequiel Popi Segovia (Bajo)
- Matías Yacaré Rojas (Timbales y accesorios)
- Juan José Galeano (Percusión latina)

## Exintegrantes
- Sergio El Brujo Sotelo
- Hugo El Chaqueño Orellana
- Gustavo Willy Chuquel
- Sebastián Vallejos
- Martín El Moreno
- Carlos Arito Villagra
- Juan Cacho Quiñonez
- César Darío Domínguez
- Luis Rolón
- Diego Herrera
- Sebastián Rojas
- Ignacio Rolón
- José Luis Rosas
- Umberto Agüero